# The Sound of Girls Aloud
The Sound of Girls Aloud – kompilacja największych przebojów zespołu Girls Aloud. Oficjalna premiera w Wielkiej Brytanii miała miejsce dnia 30 października 2006. W pierwszym tygodniu album rozszedł się w 84,354 kopiach w samej Wielkiej Brytanii i zajął 1 miejsce na angielskiej liście sprzedaży. Na albumie znajdują się 3 nowe utwory. Do tej pory wydane zostały 2 single, promujący płytę "Something Kinda Ooooh" oraz "I Think We're Alone Now". Na chwilę obecną płyta rozeszła się w nakładzie 950,000 kopii i pokryła się 3-krotnie platyną (w Wielkiej Brytanii).

## Lista utworów
| #   | Title                      |      |
| --- | -------------------------- | ---- |
| 1.  | "Sound of the Underground" | 3:40 |
| 2.  | "Love Machine "            | 3:27 |
| 3.  | "Biology"                  | 3:36 |
| 4.  | "No Good Advice"           | 3:48 |
| 5.  | "I’ll Stand by You"        | 3:45 |
| 6.  | "Jump"                     | 3:40 |
| 7.  | "The Show"                 | 3:37 |
| 8.  | "See the Day"              | 4:05 |
| 9.  | "Wake Me Up"               | 3:28 |
| 10. | "Life Got Cold"            | 3:57 |
| 11. | "Something Kinda Ooooh"    | 3:22 |
| 12. | "Whole Lotta History"      | 3:48 |
| 13. | "Long Hot Summer"          | 3:53 |
| 14. | "Money"                    | 4:13 |
| 15. | "I Think We're Alone Now"  | 3:18 |

## Miejsca na listach przebojów
| Chart (2006)             | Peak position |
| ------------------------ | ------------- |
| UK Albums Chart          | 1             |
| UK Top 20 Albums Of 2006 | 16            |
| Irish Albums Chart       | 9             |
| Welsh Album Chart        | 1             |
| Euro Album Chart         | 6             |
| United World Chart       | 28            |